# Haloo Helsinki!
Haloo Helsinki! är ett finländskt rockband, bildat i Helsingfors 2006. Bandet består av en trumspelare, två elgitarrister och en sångerska. Gruppen har släppt åtta enbart finskspråkiga album. 

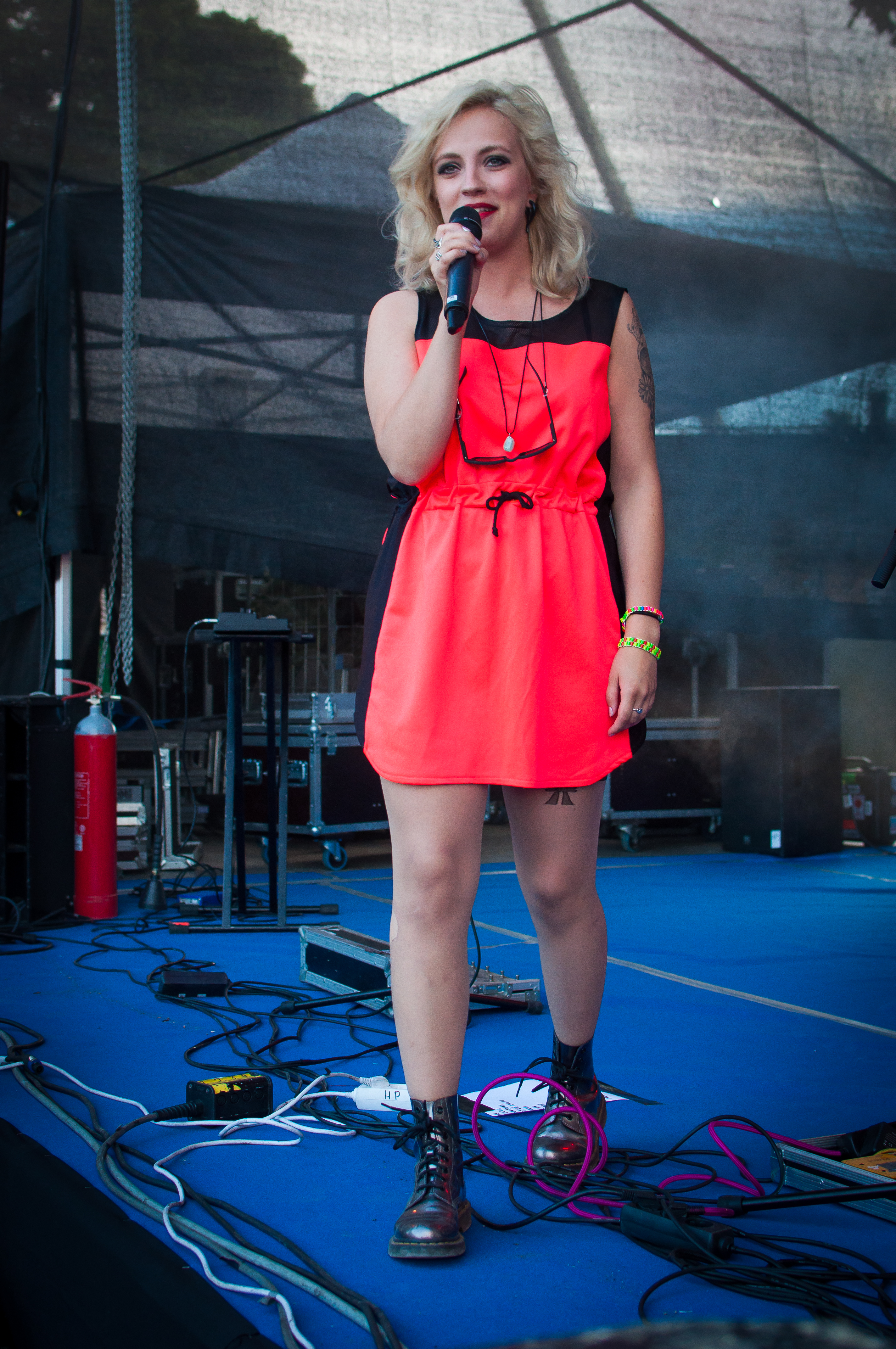
Elli Haloo (Elisa Tiilikainen)
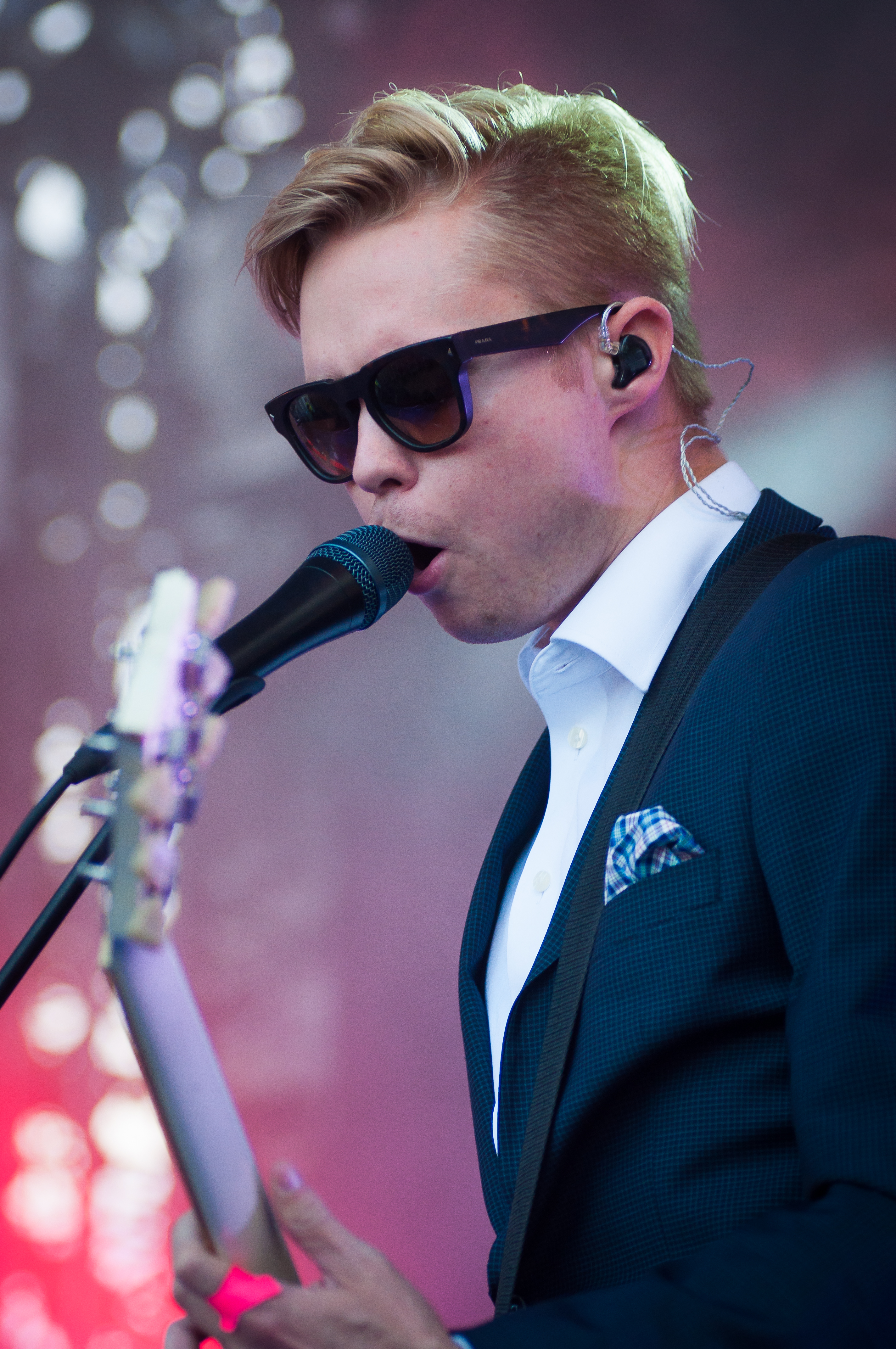
Leo Hakanen
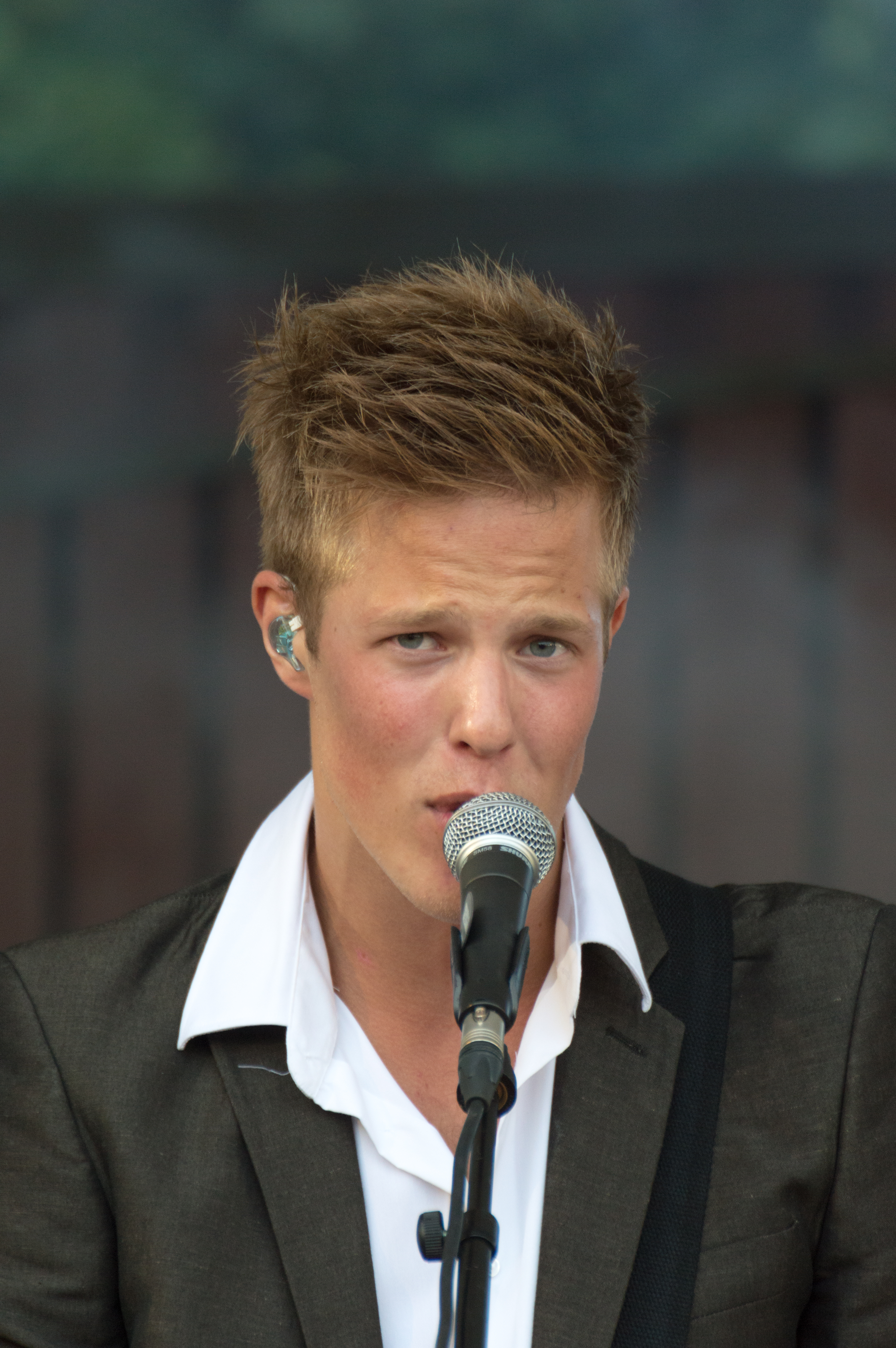
Jere Marttila
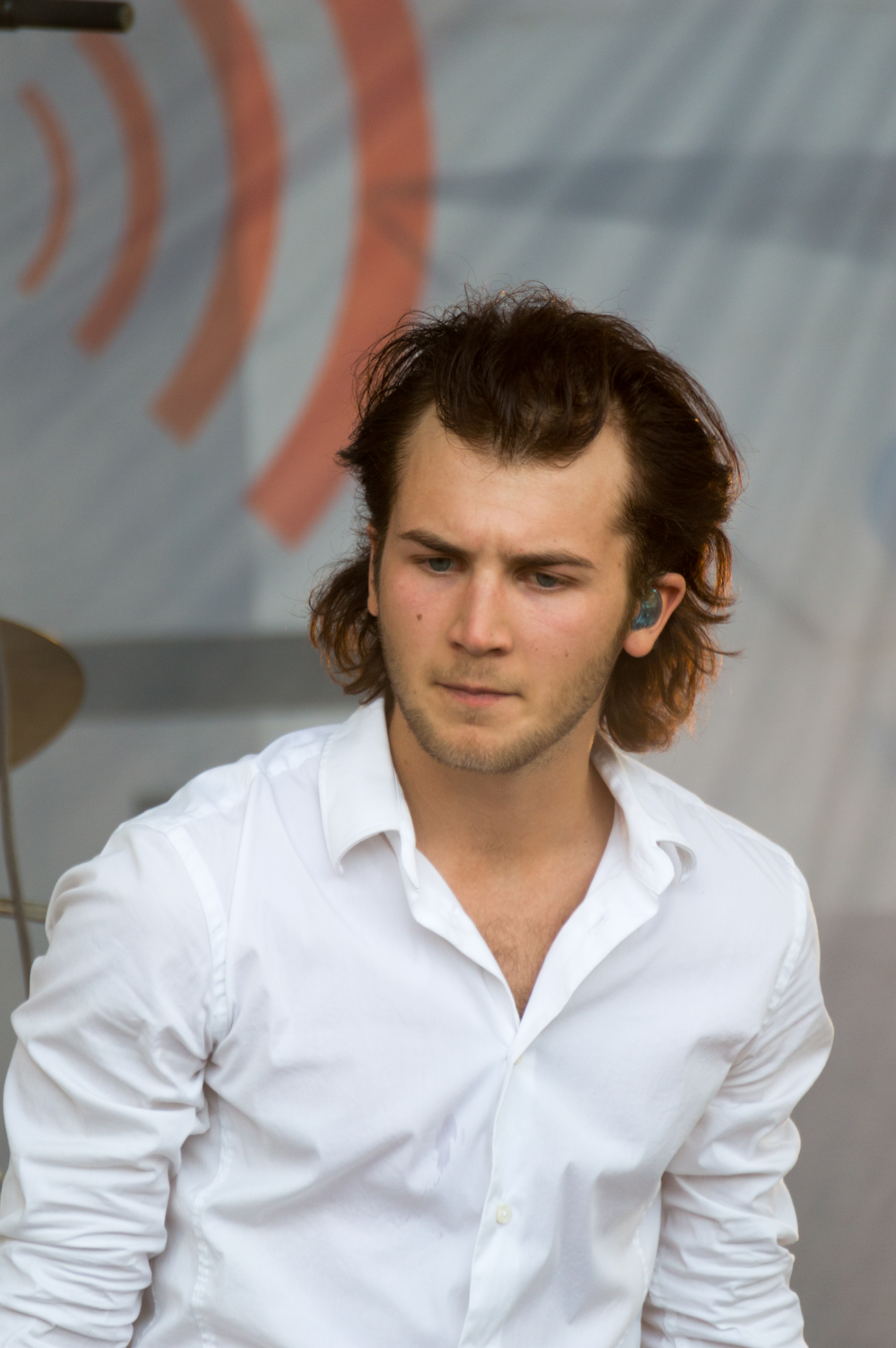
Jukka Soldan

## Diskografi

### Album
- Haloo Helsinki! (2008) - Albumet nådde topplaceringen #6 på Finlands lista[1][2]
- Enemmän kuin elää (2009) - Albumet nådde topplaceringen #7 på Finlands lista[3]
- III (02.03.2011) - Albumet nådde topplaceringen #8 på Finlands lista[4]
- Helsingistä Maailman Toiselle Puolen - Parhaat 2007-2012 (2012)
- Maailma on tehty meitä varten (2013)
- Kiitos ei ole kirosana (2015)
- Arena (Live) (2015)
- Hulluuden Highway (2017)
- Helsingistä Maailman Toiselle Puoleen - Parhaat 2007-2012

### Singlar
- "Haloo Helsinki!" (promo, 2007)
- "Perjantaina" (promo, 2008)
- "Vieri vesi vieri" (promo, 2008)
- "Yksinäiset" (promo, 2008)
- "Jos elämä ois helppoo" (promo, 2009)
- "Mun sydän sanoo niin" (promo, 2009)
- "Ei Eerika pääse taivaaseen" (2009)
- "Valherakkaus" (2009)
- "Kokeile minua" (2011)
- "Maailman Toisella Puolen" (2011)
- "Kokeile minua" (2011)
- "Jos mun pokka pettääv (2011)
- "Huuda"(2012)
- "Vapaus käteen jää" (2013)
- "Maailma on tehty meitä varten" (2013)
- "Carpe Diem" (2013)
- "Lähtövalmiina" (2014)
- "Beibi" (2014)
- "Vihaan kyllästynyt" (2014)
- "Kiitos ei ole kirosana" (2015)
- "Kuussa tuulee" (2015)
- "Pulp Fiction" (2015)
- "Rakas" (2016)
- "Hulluuden Highway" (2017)
- "Oh No Let’s Go" (2017)
- "Tuntematon" (2017)
- "Joulun kanssas jaan" feat. Cantores Minores (2017)
- "TEXAS" feat. JVG (2018)
- "Kaksi ihmistä" (2018)
- "Farssi" (2018)
- "Ei suomalaiset tanssi" (2018)

### Musikvideor
- ”Haloo Helsinki!” (2007)
- ”Perjantaina” (2008)
- ”Vieri vesi vieri” (2008)
- ”Yksinäiset” (2008)
- ”Jos elämä ois helppoo” (2009)
- ”Mun sydän sanoo niin” (2009)
- ”Ei Eerika pääse taivaaseen” (2009)
- ”Valherakkaus” (2009)
- ”Kokeile minua” (2011)
- ”Maailman toisella puolen” (2011)
- ”Kuule minua” (2011)
- ”Jos mun pokka pettää” (2012)
- ”Huuda!” (2012)
- ”Vapaus käteen jää” (2013)
- ”Maailma on tehty meitä varten” (2013)
- ”Carpe Diem” (2013)
- ”Beibi” (2014)
- ”Vihaan kyllästynyt” (2014)
- ”Kiitos ei ole kirosana” (2015)
- ”Kuussa tuulee” (2015)
- ”Pulp Fiction” (2015)
- ”Rakas” (2016)
- ”Hulluuden highway” (2017)
- ”Oh No Let's Go” (2017)
- ”Tuntematon” (2017)
- ”Joulun kanssas jaan” (2017)
- ”Texas” (2018)

### Fotnoter
1. ↑  ”Haloo Helsinki! Biography”. Billboard.com. Arkiverad från originalet den 5 juni 2011. https://web.archive.org/web/20110605033838/http://www.billboard.com/artist/haloo-helsinki/1031891#/artist/haloo-helsinki/1031891. Läst 23 oktober 2010.
2. ↑  ”Haloo Helsinki! Album”. finishcharts.com. http://finnishcharts.com/showitem.asp?interpret=Haloo+Helsinki!&titel=Haloo+Helsinki!&cat=a. Läst 26 maj 2011.
3. ↑  ”Haloo Helsinki! Album”. finishcharts.com. http://finnishcharts.com/showitem.asp?interpret=Haloo+Helsinki%21&titel=Enemm%E4n+kuin+el%E4%E4&cat=a. Läst 26 maj 2011.
4. ↑  ”Haloo Helsinki! Album”. finishcharts.com. http://finnishcharts.com/showitem.asp?interpret=Haloo+Helsinki!&titel=III&cat=a. Läst 11 oktober 2011.